# Lennart Prytz
Sven Lennart Prytz, född 13 april 1943 i Oskar Fredriks församling i Göteborg, är en svensk politiker (socialdemokrat) och tidigare rektor.
Han växte upp i Göteborg och  flyttade till Skåne som 22-åring. Prytz var tidigare rektor på en av Lunds skolor och 1974 blev han aktiv i Lundapolitiken. År 1994 blev han heltidspolitiker och var 1994–2006 kommunalråd i Lunds kommun, omväxlande i majoritet som kommunstyrelsens ordförande eller i opposition. Efter valförlusten i Lund 2006 avstod han från post som något av oppositionens kommunalråd för att "ta en annan plats i laget". Han har dock fortfarande politiska uppdrag. 2014–2018 var han ordförande för kommunfullmäktige i Lund, sedan 2018 är han andre vice ordförande. 
Prytz är styvfar till komikern Johan Wester.